# Marilyn Cochran
Marilyn Cochran (ur. 7 lutego 1950 w Burlington) – amerykańska narciarka alpejska, brązowa medalistka mistrzostw świata.

## Kariera
W zawodach Pucharu Świata zadebiutowała 10 marca 1967 roku we Franconii, zajmując 25. miejsce w zjeździe. Pierwsze punkty (do sezonu 1978/79 punktowało tylko dziesięć najlepszych zawodniczek) wywalczyła 16 marca 1968 roku w Aspen, gdzie zajęła dziewiąte miejsce w slalomie. Na podium zawodów tego cyklu pierwszy raz stanęła 4 stycznia 1969 roku w Oberstaufen, kończąc rywalizację w slalomie na trzeciej pozycji. W zawodach tych wyprzedziły ją jedynie Austriaczka Gertrud Gabl i kolejna reprezentantka USA, Judy Nagel. W kolejnych startach jeszcze 14 razy stawała na podium, odnosząc przy tym trzy zwycięstwa: 13 lutego 1971 roku w Mont-Sainte-Anne i 26 stycznia 1973 roku w Chamonix wygrywała slalomy, a 15 marca 1973 roku w Naeba była najlepsza w gigancie. W sezonie 1972/1973 zajęła ósme miejsce w klasyfikacji generalnej. Ponadto w sezonie 1968/1969 była najlepsza w klasyfikacji giganta (w klasyfikacji generalnej była jedenasta).
Wystartowała na igrzyskach olimpijskich w Sapporo w 1972 roku, gdzie zajęła 20. miejsce w gigancie i 28. w zjeździe, a w slalomie została zdyskwalifikowana. Podczas mistrzostw świata w Val Gardena w 1970 roku wywalczyła brązowy medal w kombinacji. Wyprzedziły ją tam dwie Francuzki: Michèle Jacot i Florence Steurer. Na tej samej imprezie była również szósta w gigancie i slalomie oraz dziewiąta w zjeździe. Była też między innymi ósma w slalomie podczas mistrzostw świata w Sankt Moritz w 1974 roku.
W 1974 roku zakończyła karierę.
Jej brat – Bob Cochran, siostry Barbara i Lindy, a także bratanek Jimmy Cochran i siostrzeniec Ryan Cochran-Siegle również uprawiali narciarstwo alpejskie.

## Osiągnięcia

### Igrzyska olimpijskie
| Miejsce | Dzień     | Rok  | Miejscowość | Konkurencja | Czas biegu | Strata | Zwyciężczyni       |
| ------- | --------- | ---- | ----------- | ----------- | ---------- | ------ | ------------------ |
| 28.     | 5 lutego  | 1972 | Sapporo     | Zjazd       | 1:36,68    | +5,28  | Marie-Theres Nadig |
| 20.     | 8 lutego  | 1972 | Sapporo     | Gigant      | 1:29,90    | +5,37  | Marie-Theres Nadig |
| DSQ1    | 11 lutego | 1972 | Sapporo     | Slalom      | 1:31,24    | -      | Barbara Cochran    |

### Mistrzostwa świata
| Miejsce | Dzień     | Rok  | Miejscowość  | Konkurencja | Czas biegu | Strata | Zwyciężczyni          |
| ------- | --------- | ---- | ------------ | ----------- | ---------- | ------ | --------------------- |
| 9.      | 11 lutego | 1970 | Val Gardena  | Zjazd       | 1:58,34    | +4,13  | Annerösli Zryd        |
| 6.      | 13 lutego | 1970 | Val Gardena  | Slalom      | 1:40,44    | +2,90  | Ingrid Lafforgue      |
| 6.      | 14 lutego | 1970 | Val Gardena  | Gigant      | 1:20,46    | +0,71  | Betsy Clifford        |
| 3.      | 3 lutego  | 1970 | Val Gardena  | Kombinacja  | 30,31 pkt  | -      | Michèle Jacot         |
| 28.     | 5 lutego  | 1972 | Sapporo      | Zjazd       | 1:36,68    | +5,28  | Marie-Theres Nadig    |
| 20.     | 8 lutego  | 1972 | Sapporo      | Gigant      | 1:29,90    | +5,37  | Marie-Theres Nadig    |
| DSQ1    | 11 lutego | 1972 | Sapporo      | Slalom      | 1:31,24    | -      | Barbara Cochran       |
| 8.      | 3 lutego  | 1974 | Sankt Moritz | Gigant      | 1:43,18    | +1,55  | Fabienne Serrat       |
| 20.     | 7 lutego  | 1974 | Sankt Moritz | Zjazd       | 1:50,84    | +5,28  | Annemarie Moser-Pröll |
| DNF1    | 8 lutego  | 1974 | Sankt Moritz | Slalom      | 1:34,63    | -      | Hanni Wenzel          |

### Puchar Świata

#### Miejsca w klasyfikacji generalnej
- sezon 1967/1968: 42.
- sezon 1968/1969: 11.
- sezon 1969/1970: 13.
- sezon 1970/1971: 11.
- sezon 1971/1972: 12.
- sezon 1972/1973: 8.
- sezon 1973/1974: 23.

#### Miejsca na podium w zawodach
1. Oberstaufen – 4 stycznia 1969 (slalom) – 3. miejsce
2. Vipiteno – 9 lutego 1969 (gigant) – 2. miejsce
3. Wysokie Tatry – 16 lutego 1969 (gigant) – 2. miejsce
4. Squaw Valley – 1 marca 1969 (gigant) – 2. miejsce
5. Mont-Sainte-Anne – 14 marca 1969 (gigant) – 2. miejsce
6. Waterville Valley – 20 marca 1969 (gigant) – 2. miejsce
7. Grindelwald – 6 stycznia 1970 (slalom) – 3. miejsce
8. Mont-Sainte-Anne – 13 lutego 1971 (slalom) – 1. miejsce
9. Åre – 14 marca 1971 (gigant) – 2. miejsce
10. Oberstaufen – 3 stycznia 1972 (gigant) – 3. miejsce
11. Heavenly Valley – 3 marca 1972 (slalom) – 3. miejsce
12. Les Contamines – 21 marca 1973 (gigant) – 3. miejsce
13. Chamonix – 26 stycznia 1973 (slalom) – 1. miejsce
14. Naeba – 15 marca 1973 (gigant) – 1. miejsce
15. Val d’Isère – 7 grudnia 1973 (slalom) – 3. miejsce